# Viala-du-Tarn

Viala-du-Tarn este o comună în departamentul Aveyron din sudul Franței. În 1 ianuarie 2022 avea o populație de 527 de locuitori.